# Kishin Corps
Kishin Corps (機神兵団, Kishin Heidan) est une série de nouvelle de science-fiction de Masaki Yamada publiée à partir de 1990, qui a remporté le prix Seiun du "Meilleur roman japonais de l'année" en 1995. L’histoire se déroule pendant la Seconde Guerre mondiale dans une version alternative de l’Histoire et met en scène des mecha dans une atmosphère steampunk. L’œuvre a été adaptée en une série animation OAV en 7 épisodes sortie entre 1993 et 1994 au Japon et intitulée Alien Defender Geo-Armor: Kishin Corps. Une suite sous forme de manga a aussi été publiée.

## Synopsis
Sur fond de Seconde Guerre mondiale entre l'Axe et les Alliés, la Terre devient le site d’une invasion extraterrestre. Un projet secret, basé sur la technologie extraterrestre, travaille à la mise en place des Kishin Corps, une unité de robots géants pour protéger la Terre des extraterrestres. Un adolescent, nommé Taishi, se retrouve soudainement projeté au centre de ce projet lorsque son père, le professeur Tokamura, lui confie un générateur de contrôle extraterrestre avant de se faire assassiner. Les nazis et l'armée de Kanto qui ont conclu une alliance avec les extraterrestres veulent développer leur propres robots Kishin pour battre les Alliés et conquérir la Terre. Le Kishin corps va tout faire pour mettre fin à leurs plans.

### Personnages
- Bande d’orphelins : 
  - Taishi : adolescent dont le père était un membre des Kishin corps

- Kishin corps :
  - Bareiho: pilote du Kishin de l’orage
  - Daisaku : pilote du Kishin dragon
  - Kimiko Masumi : pilote du Kishin du Vent
  - Yoshimiru Suguro : un scientifique travaillant sur les Kishin
  - Maria Braun : un medecin, sœur d’Eva

- L’Armée du Kanto (Armée japonaise du Guandong) :
  - Matoi Shinkai : un colonel

- Nazis :
  - Hans Lingelle : un agent chargé du Kishin nazi
  - Eva Braun : un scientifique travaillant sur les Kishin

## Fiche technique
- Titre :  Kishin corps
- Réalisation : Takaaki Ishiyama, Kazunori Mizuno
- Scénario : auteur original Masaki Yamada
- Character design : Masayuki Goto
- Mecha design: Takeshi Yamazaki
- Musique : Kaoru Wada
- Pays d'origine :  Japon
- Année de production : 1993 - 1994
- Genre : Science-fiction, Mecha, Guerre
- Durée : 7 x 33 minutes
- Dates de sortie : 2001 (

## Episodes
- 1 - 	Mission Call for Kishin Thunder
- 2 -	Surprise Attack! Battle of the Island Fortress
- 3 -	The Battle! Operation Runaway Train
- 4 -	Kishin VS Panzer Knight (Part 1)
- 5 -        Kishin VS Panzer Knight (Part 2)
- 6 -	Storming the Base of the Alien Foe
- 7 -	Youth to the Rescue

## Commentaires
La série fait référence à plusieurs personnages historiques réel tel que Eva Braun et Albert Einstein mais agissant dans une version fictionnelle de l’Histoire.